# یوکیکو تاکایاما
یوکیکو تاکایاما (انگلیسی: Yukiko Takayama; ۴ آوریل ۱۹۴۵ – ۲ ژوئن ۲۰۲۳) فیلم‌نامه‌نویس، و کارگردان فیلم اهل ژاپن بود. وی بین سال‌های ۱۹۷۴ تا ۲۰۱۱ میلادی فعالیت می‌کرد.